# Miguel Ayala
Miguel Ángel Ayala (Tepic, 29 settembre 1982) è un ex cestista messicano.

## Carriera
Con il Messico ha disputato i Campionati americani del 2009.